# آوت آدونتس
آوت روبرتی آدونتس (Ավետ Ռոբերտի Ադոնց؛ زادهٔ ۲۷ دسامبر ۱۹۶۳) یک دیپلمات و سیاستمدار اهل ارمنستان است. وی نماینده دوره چهارم مجلس ملی جمهوری ارمنستان بوده‌است. وی از سال ۲۰۱۴ سفیر جمهوری ارمنستان در کشور اسپانیا می‌باشد. آدونتس پیشتر سفیر در کشورهای منطقه بنلوکس بود.